# Apanteles assimilis
Apanteles assimilis är en stekelart som beskrevs av Papp 1976. Apanteles assimilis ingår i släktet Apanteles och familjen bracksteklar. Inga underarter finns listade i Catalogue of Life.